# أندي ويلسون (لاعب كريكت)
أندي ويلسون (18 مايو 1910 ببادنغتون في المملكة المتحدة - 29 يوليو 2002) (بالإنجليزية: Andy Wilson)‏ هو لاعب كريكت بريطاني (وحمل سابقاً جنسية المملكة المتحدة لبريطانيا العظمى وأيرلندا). لعب مع نادي مقاطعة ميدلسكس للكريكت ‏ ونادي مقاطعة غلوستر للكريكت ‏.

## وصلات خارجية
- أندي ويلسون على موقع إي آس بي آن كريك إنفو (الإنجليزية)